# Ganzkörpermaske
Eine Ganzkörpermaske ist eine Maske, die den ganzen Körper ihres Trägers verhüllt im Unterschied zur „Gesichtsmaske“, ohne dass ein Unterschied zwischen Maske und Kostüm erkennbar wäre.

## Begriff
Die Theaterwissenschaftlerin Gerda Baumbach hält den Ausdruck Ganzkörpermaske für eine „Tautologie“, weil der Ausdruck Maske im Sinne einer Rolle ursprünglich den ganzen Körper umfasse und erst nachträglich auf Partien dieses Körpers wie das Gesicht beschränkt worden sei. Im allgemeinen Sprachgebrauch wird Ganzkörpermaske im Sinne einer sichtbaren und entfernbaren Verhüllung des Körpers gebraucht, auch als Schminkmaske.

## Varianten
Manchmal sind Ganzkörpermasken zugleich eine Art Marionette oder Stabpuppe, indem der Träger entfernte Gliedmaßen oder bewegliche Gesichtsteile über Stöcke, Züge oder eine Steuerelektronik bedient. Sehr große Ganzkörpermasken können auch für mehrere Darsteller vorgesehen sein. Seit dem Barocktheater wurden Ganzkörpermasken verwendet, um etwa Tiere darzustellen.
Abstrakte Ganzkörpermasken wie geometrische Körper sind seit dem Triadischen Ballett von Oskar Schlemmer (1920er-Jahre) gebräuchlich. Die Schweizer Pantomimentruppe Mummenschanz ist in den 1970er-Jahren mit abstrakten, z. B. spiralförmigen Ganzkörpermasken berühmt geworden.

## Einsatzbereiche
In Pantomime und Ballett, heute auch im Musical, wurden und werden Ganzkörpermasken verwendet, um märchenhafte, unheimliche oder komische Wirkungen zu erreichen, etwa die fleischfressende Pflanze in Der kleine Horrorladen (1982) oder einige der Tiere in der Bühnenfassung von Der König der Löwen (1997).
Ein bedeutendes Feld für Ganzkörpermasken sind die Spezialeffekte im Film, vor allem in den Science-Fiction- und Fantasy-Genres. Roboter, Monster und Fabelwesen werden oft von Darstellern in Ganzkörpermasken ausgeführt. Diese müssen manchmal spezielle körperliche Voraussetzungen erfüllen, z. B. kleinwüchsig sein wie Tamara De Treaux oder Warwick Davis. Eine Ganzkörpermaske als Hauptrolle ist etwa Steven Spielbergs E.T. In den Star-Wars-Filmen kommen zahlreiche Ganzkörpermasken vor.

## Ausblick
Durch die Digitalisierung der Spezialeffekte (Visuelle Effekte) sind die Ganzkörpermasken seltener geworden. Doch wenn die Maske genügend Ausdrucksmöglichkeiten bietet und der Darsteller sie gut beherrscht, kann eine solche Figur spontaner auf Szenenpartner reagieren als eine Trickfigur. Auch Schutzmasken, die den ganzen Körper bedecken, sind effektvoll und kommen im Film gelegentlich vor.
Auch visualisierte Identitäten im Cyberspace wurden schon als „Ganzkörpermaske“ bezeichnet.